# Rylsk (Łódź)
Pour l’article homonyme, voir Rylsk.
Rylsk est une localité polonaise de la gmina de Regnów, située dans le powiat de Rawa Mazowiecka en voïvodie de Łódź.